# 괴초도사
"괴초도사"는 한국에서 제작된 신위균 감독의 1980년 영화이다. 전우열 등이 주연으로 출연하였고 정창화 등이 제작에 참여하였다.

## 출연

### 주연
- 전우열
- 배수천
- 김명화
- 한영

## 기타
- 조명: 마용천
- 녹음: 김병수